# Игре са лоптом
Игре са лоптом, Игре с лоптом или Спортови са лоптом је било који спорт или игра који садржи лопту као саставни део игре. Такве игре имају разна правила, историју и углавном су неповезаног порекла.
Игре са лоптом се могу поделити у неколико група:
- Игре са палицом и лоптом као што су на пример: бејзбол и крикет
- Игре са рекетом и лоптом као што су: тенис, сквош и бадминтон са лоптом
- Игре где се лопта удара руком
- Игре где је циљ да се лопта убаци у гол,[3][4] као што су фудбал или одбојка односно кошарка где се лопта убацује у кош
- Мрежни спортови са лоптом без рекета као што су одбојка или одбојка на песку
- Игре са лоптом где се "гађа циљ",[5][6] као што су куглање, голф или крокет

## Игре с палицом
Игре са палицом и лоптом (или игре уточишта) су игре на терену које играју два противничка тима. Акција почиње када одбрамбени тим баци лопту на одређеног играча нападачког тима, који покушава да је удари палицом и трчи између различитих сигурних области у пољу да постигне поене. Одбрамбени тим може да користи лопту на различите начине против играча нападачког тима да их натера да напусте терен када нису у сигурним зонама и на тај начин спречи њихово даље постизање гола.
Тимови се наизменично мењају између „ударача“ (офанзивна улога), која се понекад назива „на палици“ или једноставно in, и „теренаца“ (одбрамбена улога), која се такође назива „вани на терену“ или out. Само екипа која удара може постићи гол, али тимови имају једнаке прилике у обе улоге. Утакмица се пребројава пре него да временски истиче. Радња почиње када играч у теренском тиму („боулер“ или „пичер“) стави лопту у игру на начин чији оквир зависи од игре. Играч у ударачком тиму покушава да удари испоручену лопту, обично „палицом”, што је батина чије су димензије и други аспекти регулисани правилима игре. Ако лопта није поштено испоручена играчу (тј. није бачена у његовом досегу), онда се генерално дешавају казне које помажу тиму који удара да постигне погодак.
Ударач генерално има обавезу да удари одређене лоптице које су му испоручене (тј. лоптице усмерене на одређено подручје, познато као зона ударца или викет), и мора да удари лопту тако да је не ухвати играч поља пре него што додирне земљу. Најпожељнији исход за ударача је генерално да удари лопту тако да оде ван терена, јер то резултира аутоматским поентирањем; међутим, у одређеним играма палицом и лоптом, то може резултирати казном против ударача. Ако је лопта ударена у поље, играч може постати тркач који покушава да дође до сигурног уточишта или „базе“/„тла“.
У модерном бејзболу, теренски играчи стављају три играча изван. У крикету, они „одбацују“ све играче осим једног, иако у неким облицима крикета постоји ограничење у броју испорука (прилика за постизање гола) које сваки тим може да има, тако да теренски тим може да буде постане ударачки тим без извођења никога. У многим облицима раног америчког бејзбола (таунбол, роундбалл), један аут је завршавао измену. Неке игре дозвољавају више тркача, а неке имају више база за покретање у низу. Може доћи до ударања, а трчање почиње (и потенцијално заврши) на једној од база. Кретање између тих „сигурних уточишта“ је регулисано правилима одређеног спорта. Игра се завршава када тим који је изгубио заврши максималан број ининга (ударања/постизање окрета), који може да се креће од 1 (као у једноставном крикету) до 9 (као у бејзболу) или више. Нерешене везе се генерално прекидају (ако их уопште има) дозвољавајући сваком тиму да има додатну прилику за постизање гола.
Неке варијације ове класе игара не садрже палице, а ударачи уместо тога користе делове тела да ударају лопту; ове варијације такође могу дати играчу посед лопте на почетку сваке игре, елиминишући улогу одбрамбеног тима у започињању акције. Истакнути пример за то је бејзбол5, једна од главних спортских дисциплина којом управља Светска бејзбол софтбол конфедерација заједно са бејзболом и софтболом.